# L'Hôtel

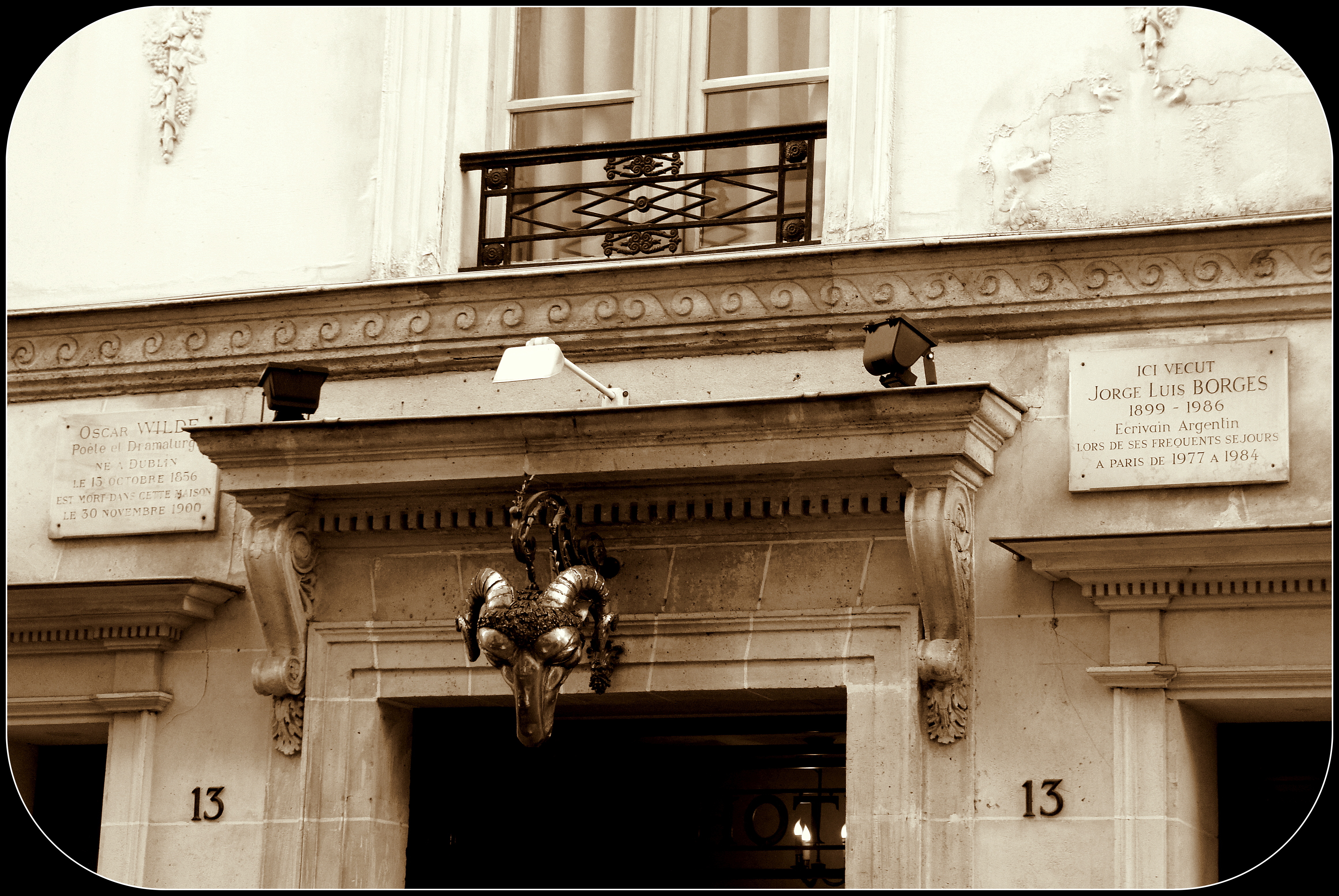
Entrée de « L’Hôtel ».

L’Hôtel est le nom que porte depuis 1963 un établissement hôtelier sis 13, rue des Beaux-Arts dans le quartier Saint-Germain-des-Prés, l’un des quatre quartiers  du 6e arrondissement de Paris.
Le bâtiment, construit en 1816, est connu pour être le lieu où Oscar Wilde (1854-1900) est mort et pour les séjours que Jorge Luis Borges (1899-1986) y a fait.

## Bâtiment

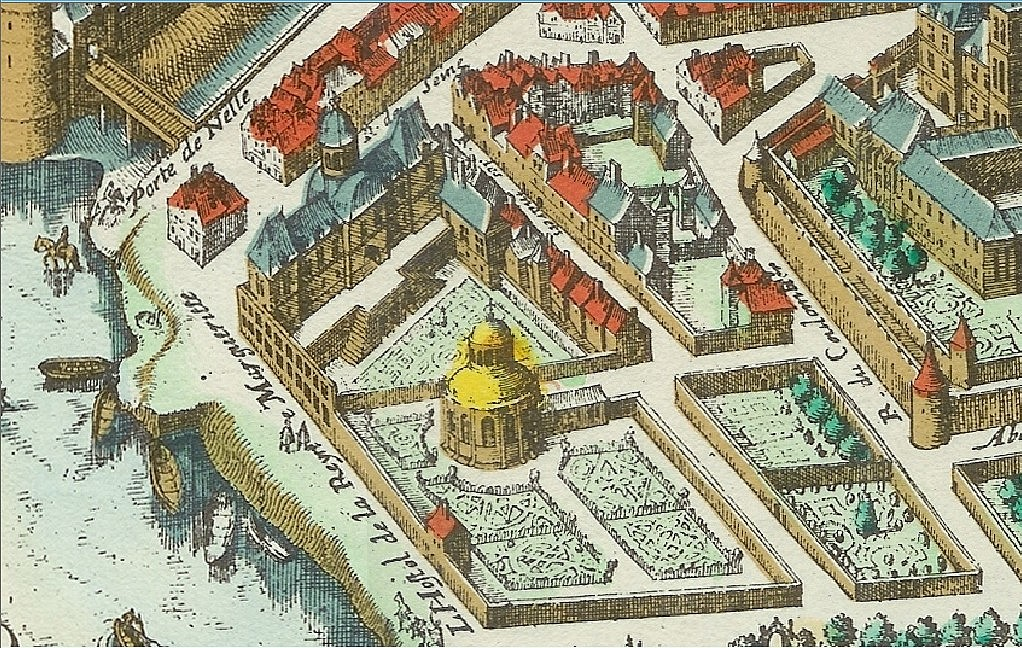
Hôtel de la reine Marguerite.

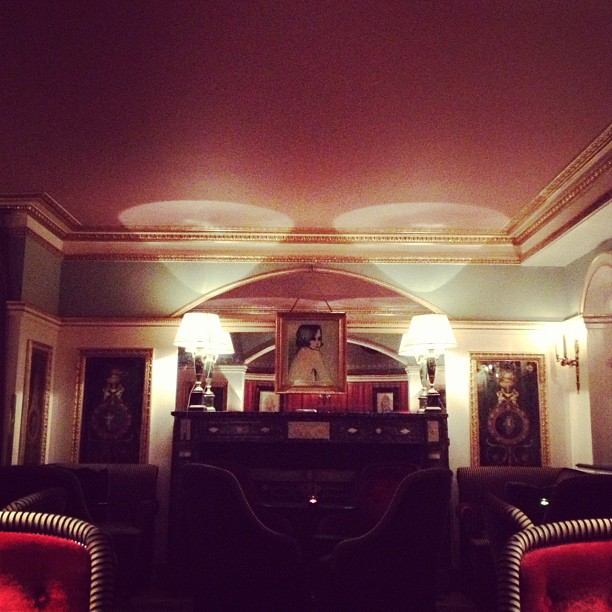
Bar de « L’Hôtel » en 2012.

Le bâtiment est situé à l’emplacement de la résidence de Marguerite de France (1553-1615) dite « Marguerite de Valois » ou encore « la Reine Margot » (par Alexandre Dumas dans son roman éponyme),.
En 1816, au-dessus de grandes caves, est construit un « pavillon d'amour » qui est ensuite rehaussé de six étages, pour constituer une maison Directoire à vocation d'hôtellerie,.
En 1825, la rue des Beaux-Arts est ouverte, sous le nom de passage des Beaux-Arts, à l’emplacement de l’hôtel de Larochefoucauld.
En 1963, un industriel du textile achète l’immeuble et confie sa rénovation à l’architecte Robin Westbrook. Au début des années 2000, les nouveaux propriétaires en confient la rénovation au décorateur Jacques Garcia. En 2013, c'est un restaurant et un hôtel 4 étoiles de vingt chambres, répertorié au registre des hébergements classés depuis le 8 août 2012.

## Appellation
Portant le nom d'« Hôtel d’Allemagne » puis « Hôtel d’Alsace » après la guerre franco-allemande de 1870, le bâtiment est renommé « L'Hôtel » en 1963,,.

## Prix Oscar-Wilde
Jacques de Ricaumont et Maria-Pia de Savoie, présidente de l’Association des amis d’Oscar Wilde, créent avec Guy-Louis Duboucheron, propriétaire du bâtiment, le prix Oscar-Wilde, remis par le Cercle Oscar Wilde, lors de la réouverture de l’établissement en 2000. Le premier prix  est attribué à Frédéric Mitterrand pour son livre Un jour dans le siècle.

## Occupants célèbres

### Oscar Wilde

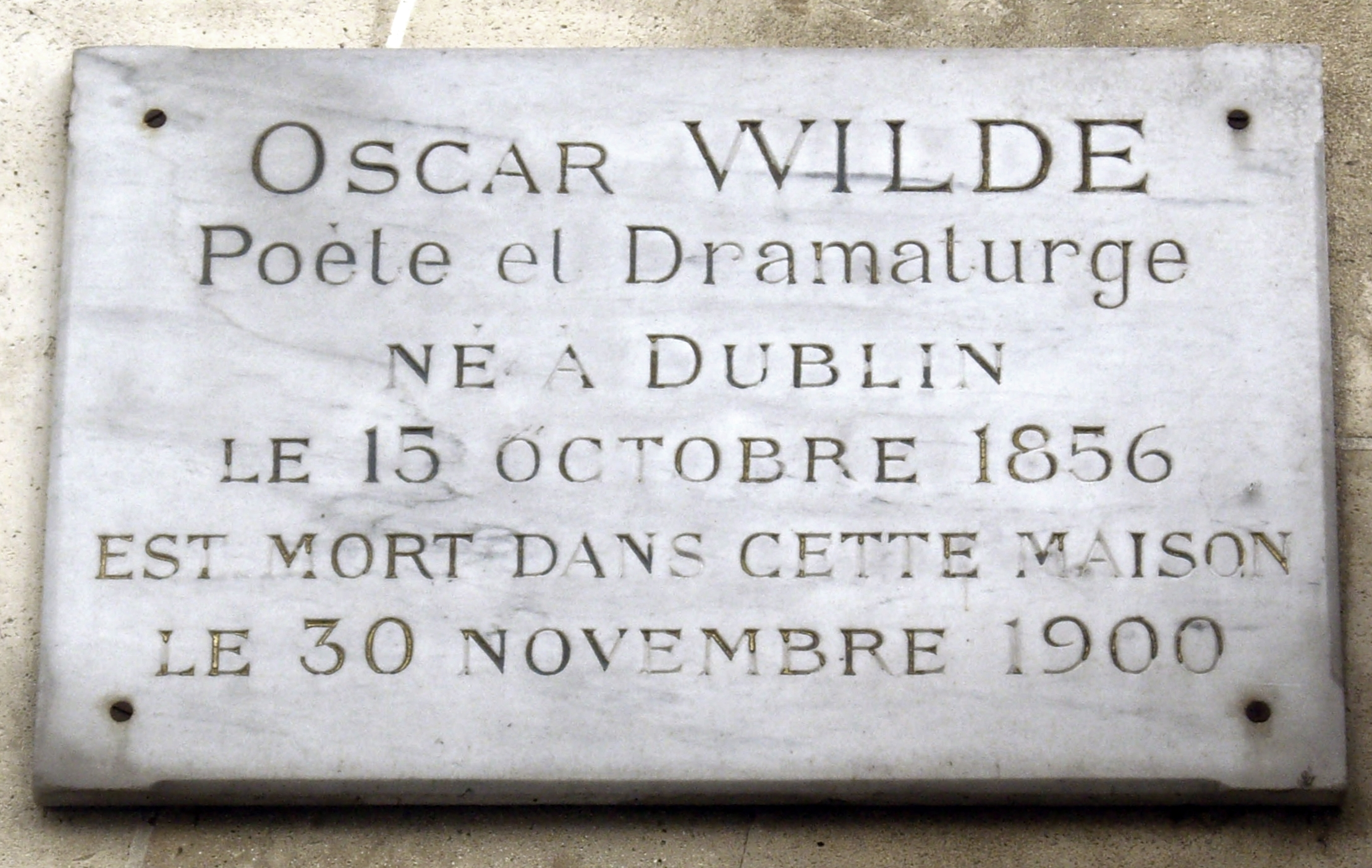
Plaque commémorative à la mémoire d’Oscar Wilde.

L’écrivain Irlandais Oscar Wilde (1854-1900) passa ses derniers mois (sous le nom de Sebastian Melmoth) dans le modeste Hôtel d’Alsace.
Durant ses derniers moments, il y aurait prononcé la phrase fameuse « je meurs au-dessus de mes moyens » (« I am dying beyond my means ») lorsqu’on lui présenta la note (d’autres sources attribuent la cause de cette remarque aux honoraires de ses médecins). On rapporte également qu’affligé par l’état alors assez piteux de l'hôtel, l'écrivain aurait déclaré : « Mon papier peint et moi nous livrons un duel à mort. L'un ou l'autre de nous va devoir s'en aller » (« My wallpaper and I are fighting a duel to the death. One or other of us has got to go »).
À l’époque où Oscar Wilde y est mort, l’Hôtel d’Alsace était un hôtel miteux, dont l’écrivain parlait à son éditeur en disant : « Cette pauvreté vous brise réellement le cœur : c'est si sale, si totalement déprimant et sans espoir. Je vous prie de faire ce que vous pouvez » (« This poverty really breaks one's heart: it is so "sale", so utterly depressing, so hopeless. Pray do what you can »).
Le propriétaire de l’hôtel d’Alsace est alors Jean Dupoirier qui se montre patient pour les impayés de son client : « Ce cher Monsieur Melmoth, il en raconte des histoires... et toujours un mot aimable… ».
Le 10 octobre 1900, l’écrivain fut opéré à l’oreille par le chirurgien Cleiss dans sa chambre de l’hôtel d’Alsace.
Oscar Wilde mourut dans sa chambre d’hôtel le vendredi 30 novembre 1900 « exactement à 2 heures moins dix de l’après-midi ». L’écrivain fut photographié sur son lit de mort par son ami Maurice Gilbert, ce qui permet de se faire une idée du papier peint.
Peu de temps avant sa mort il reçut le baptême catholique et l’extrême onction ; le père Cuthbert Dunne, prêtre catholique anglophone, se déplaça dans la chambre d’hôtel pour cela : le malade ne pouvait déjà plus parler et donna son accord par geste.
Le lundi 3 décembre 1900, le corbillard partit de l’hôtel d’Alsace pour l’église Saint-Germain-des-Prés où ce catholique in extremis eut droit à une cérémonie avant d’être inhumé au cimetière parisien de Bagneux. On remarqua la couronne des Dupoirier portant l’inscription À notre locataire.
La dernière note d’hôtel a été pieusement conservée : établie le 2 Xbre (décembre)  1900 par J. Dupoirier (Hôtel d’Alsace, « appartements & chambres meublés »), elle s’élevait à 2 068 francs.
Robert Ross tint à régler cette note au si bon Jean Dupoirier en 1902, dès qu’il eut un peu rétabli les affaires (posthumes) de l’écrivain.

### Autres occupants
Vanessa Paradis et Johnny Depp y auraient séjourné, ainsi que Jim Morrison, Mistinguett et Jean Cocteau, Ava Gardner, Grace de Monaco, Liza Minnelli, Salvador Dalí, Natalie Wood, Annie Leibovitz, Monica Bellucci, Susan Sontag.
Jorge Luis Borges (1899-1986) s’y serait installé pour traduire en espagnol Le Prince heureux et autres contes, précisément parce qu'Oscar Wilde y était mort,,,,,,,.

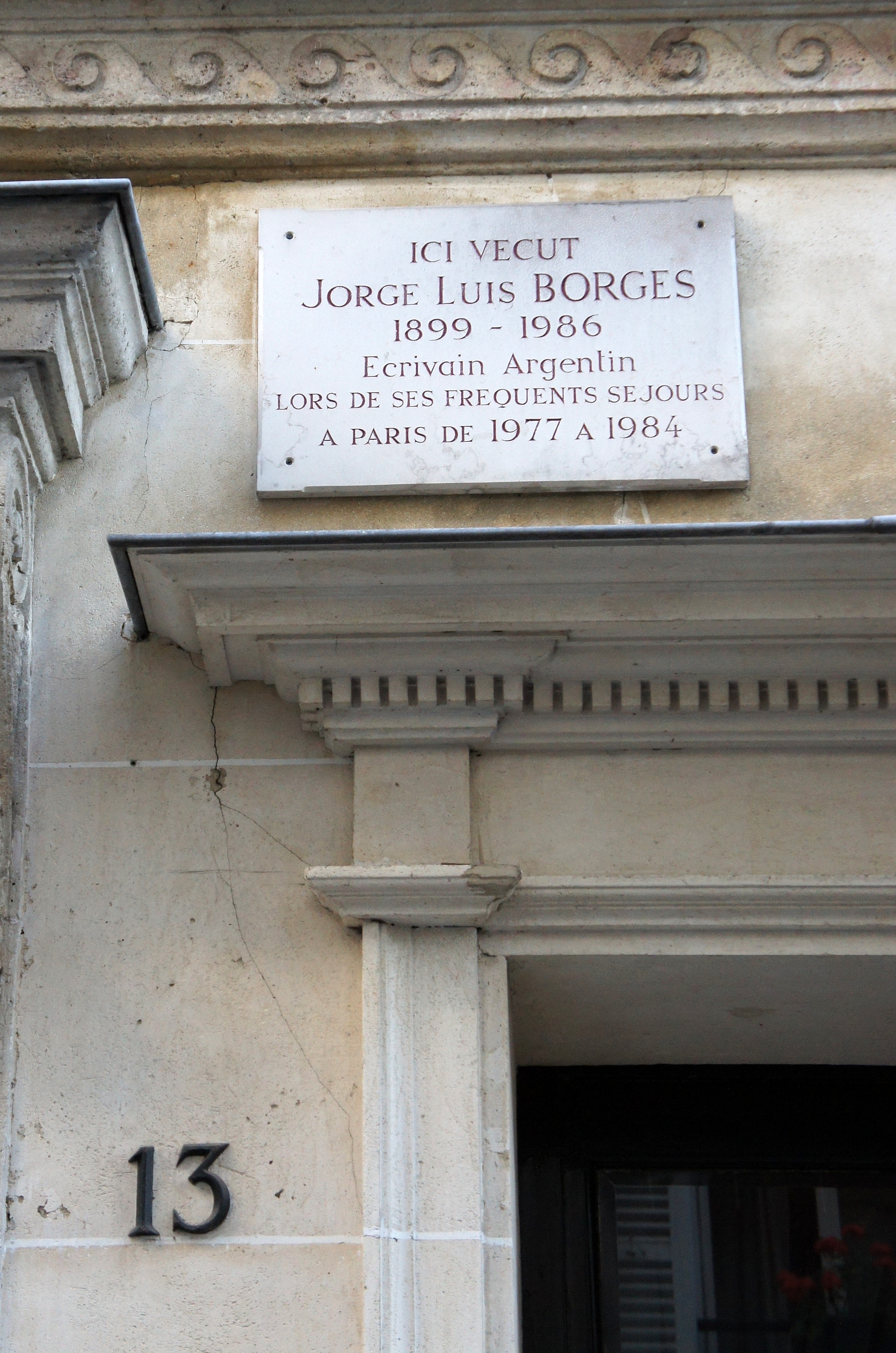
Plaque à la mémoire du séjour de Jorge Luis Borges.
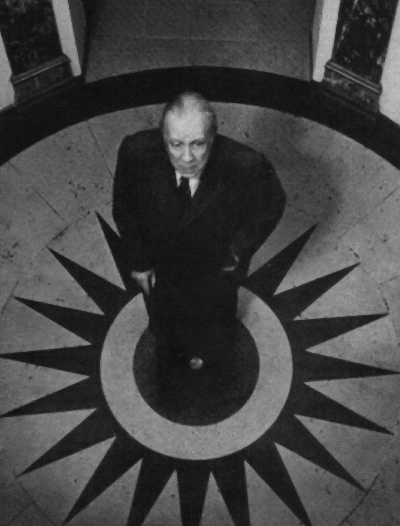
Jorge Luis Borges à L’Hôtel en 1969.